# Luisa Garay
María Luisa Gonzaga Agustina Garay Arechavala (25 de agosto de 1795-20 de febrero de 1834) fue la esposa del presidente de México Luis Quintanar, general de división realista y luego insurgente; y breve primera dama de México en el mes de diciembre de 1829.

## Biografía
Luisa Garay nació en la calle Asunción, delegación Iztapalapa, en la Ciudad de México el día 25 de agosto del año de 1795. Fue la octava de doce hijos – Melchor (1777), María Guadalupe (1779), Joaquina (1781), Ignacia (1783), Carmen (1785), Francisca de Paula (1787), José María (1793), Isabel (1797), Dolores (1799), Francisca Javiera (1801) y Josefa (1804) – nacidos del matrimonio entre el Capitán José Garay Villar y su esposa María Josefa Arechavala Avilés. Luisa fue bautizada el 26 de agosto, al día de nacida. 
Conoció al general Luis de Quintanar a principios de la década de 1820. Formalizaron una relación y el 16 de marzo de 1822 él solicita el consentimiento del emperador Agustín de Iturbide, quien el 18 del mismo mes le contesta otorgándole su permiso para contraer matrimonio. La boda se celebró a fines de marzo de ese año. Tuvieron dos hijos; un varón llamado Antonio, que fue militar, y una mujer cuyo nombre se desconoce.
Luisa estuvo al lado de Quintanar en sus éxitos y fracasos; lo acompañó a la capital cuando éste formó el Triunvirato Ejecutivo que gobernó al país del 23 al 31 de diciembre de 1829, tras el cuartelazo que él dirigió. Cinco años después, a la prematura edad de 38 años, Luisa Garay de Quintanar muere en su domicilio de la Ciudad de México el 20 de febrero de 1834. Tres años después, en 1837 el viudo general Quintanar moriría dejando huérfanos a sus dos hijos.